# Internationale Cricket-Saison 1953/54
Die internationale Cricket-Saison 1953/54 fand zwischen November 1953 und März 1954 statt. Als Wintersaison wurden vorwiegend Heimspiele der Mannschaften aus Südasien, der Karibik und Ozeanien ausgetragen.

## Überblick

### Internationale Touren
| Beginn            | Heimteam    | Auswärtsteam | Resultate | Artikel |
| Beginn            | Heimteam    | Auswärtsteam | Test      | Artikel |
| ----------------- | ----------- | ------------ | --------- | ------- |
| 11. Dezember 1953 | Südafrika   | Neuseeland   | 4–0 [5]   | Artikel |
| 15. Januar 1954   | West Indies | England      | 2–2 [5]   | Artikel |

## Nationale Meisterschaften
Aufgeführt sind die nationalen Meisterschaften der Full Member des ICC.
| Land       | First-Class                 |
| ---------- | --------------------------- |
| Australien | Sheffield Shield 1953/54    |
| Indien     | Ranji Trophy 1953/54        |
| Neuseeland | Plunket Shield 1953/54      |
| Pakistan   | Quaid-e-Azam Trophy 1953/54 |